# Ле-Ма-д’Артиж
Ле-Ма-д’Арти́ж (фр. Le Mas-d’Artige, окс. Lo Mas d’Artija) — коммуна во Франции, находится в регионе Лимузен. Департамент коммуны — Крёз. Входит в состав кантона Ла-Куртин. Округ коммуны — Обюссон.
Код INSEE коммуны — 23125.

## Население
Население коммуны на 2010 год составляло 103 человека.
| 1962 | 1968 | 1975 | 1982 | 1990 | 1999 | 2010 |
| ---- | ---- | ---- | ---- | ---- | ---- | ---- |
| 180  | 145  | 110  | 92   | 84   | 110  | 103  |

## Экономика
В 2010 году среди 54 человек трудоспособного возраста (15—64 лет) 42 были экономически активными, 12 — неактивными (показатель активности — 77,8 %, в 1999 году было 59,3 %). Из 42 активных жителей работали 38 человек (20 мужчин и 18 женщин), безработных было 4 (3 мужчин и 1 женщина). Среди 12 неактивных 2 человека были учениками или студентами, 7 — пенсионерами, 3 были неактивными по другим причинам.